# Dirk Schuster
Dirk Schuster (Chemnitz, 29 dicembre 1967) è un ex calciatore tedesco orientale, dal 1990 tedesco, di ruolo difensore.

## Palmarès

### Giocatore

#### Club

##### Competizioni nazionali
- Erste Liga: 1

Admira Wacker Mödling: 1999-2000

##### Competizioni internazionali
- Coppa Intertoto UEFA: 1

Karlsruhe: 1996

### Allenatore

#### Club

##### Competizioni regionali
- Regionalliga Süd: 1

Kickers Stoccarda: 2011-2012

#### Individuale
- Allenatore tedesco dell'anno: 1

2016